# ガール県
ガール県 (ガールけん、Gard) は、フランスのオクシタニー地域圏の県である。

## 地理
ブーシュ＝デュ＝ローヌ県、アルデシュ県、ヴォクリューズ県、エロー県、アヴェロン県、ロゼール県と接する。標高の最高地点はセヴェンヌ山脈にあるエグアル山（1567m）である。

## 歴史
1790年3月4日、県として新設された。かつてのラングドックの一部である。

## 人口統計
| 1801年  | 1831年  | 1841年  | 1851年  | 1856年  | 1861年  | 1866年  |
| ------- | ------- | ------- | ------- | ------- | ------- | ------- |
| 300.144 | 357.283 | 376.062 | 408.163 | 419.697 | 422.107 | 429.747 |
| 1872年  | 1876年  | 1881年  | 1886年  | 1891年  | 1896年  | 1901年  |
| 420.131 | 423.804 | 415.629 | 417.099 | 419.388 | 416.036 | 420.836 |
| 1906年  | 1911年  | 1921年  | 1926年  | 1931年  | 1936年  | 1946年  |
| 421.166 | 413.458 | 396.169 | 402.601 | 406.815 | 395.299 | 380.837 |
| 1954年  | 1962年  | 1968年  | 1975年  | 1982年  | 1990年  | 1999年  |
| 396.742 | 435.107 | 478.544 | 494.575 | 530.478 | 585.049 | 623.125 |
| 2006年  | 2008年  | 2010年  | 2011年  |         |         |         |
| 684.306 | 694,323 | 709,700 | 718,357 |         |         |         |

参照元:SPLAF、2006年と2008年INSEE

## 経済
ガール県は面積 244 750ha（または県面積の40%以上）、地域圏の22%に相当する面積を森林が占めている。未開発地域は荒地や低木地で、102 013ha（県面積の17%以上）である。農地は162 046haで、県面積の27%である。主要農作物は、55400ha、県面積の34%以上を占めるブドウである。次いで29,585ha以上が穀物である。人の手が加えられた草原は9060haであり、栗を含む果樹栽培は8419haである。野菜栽培は4528haで、全体の3%に満たない。草地は35,870haである。県南部カマルグではコメ栽培が行われている。

## 気候
2019年7月28日、県内に位置するガラルグルモンテュ（Gallargues-le-Montueux）村でフランス観測史上最高気温となる45.9度を記録した。

## 主なコミューン
人口1万人以上のコミューンは以下のようになっている。
| コミューン                   | 人口    |
| ---------------------------- | ------- |
| ニーム                       | 144 468 |
| アレス                       | 40 520  |
| バニョール＝シュル＝セーズ   | 18 506  |
| ボーケール                   | 15 505  |
| サン＝ジル                   | 13 507  |
| ヴィルヌーヴ＝レザヴィニョン | 12 756  |
| ヴォーヴェール               | 11 247  |
| ポン＝サン＝テスプリ         | 10 046  |

## ギャラリー

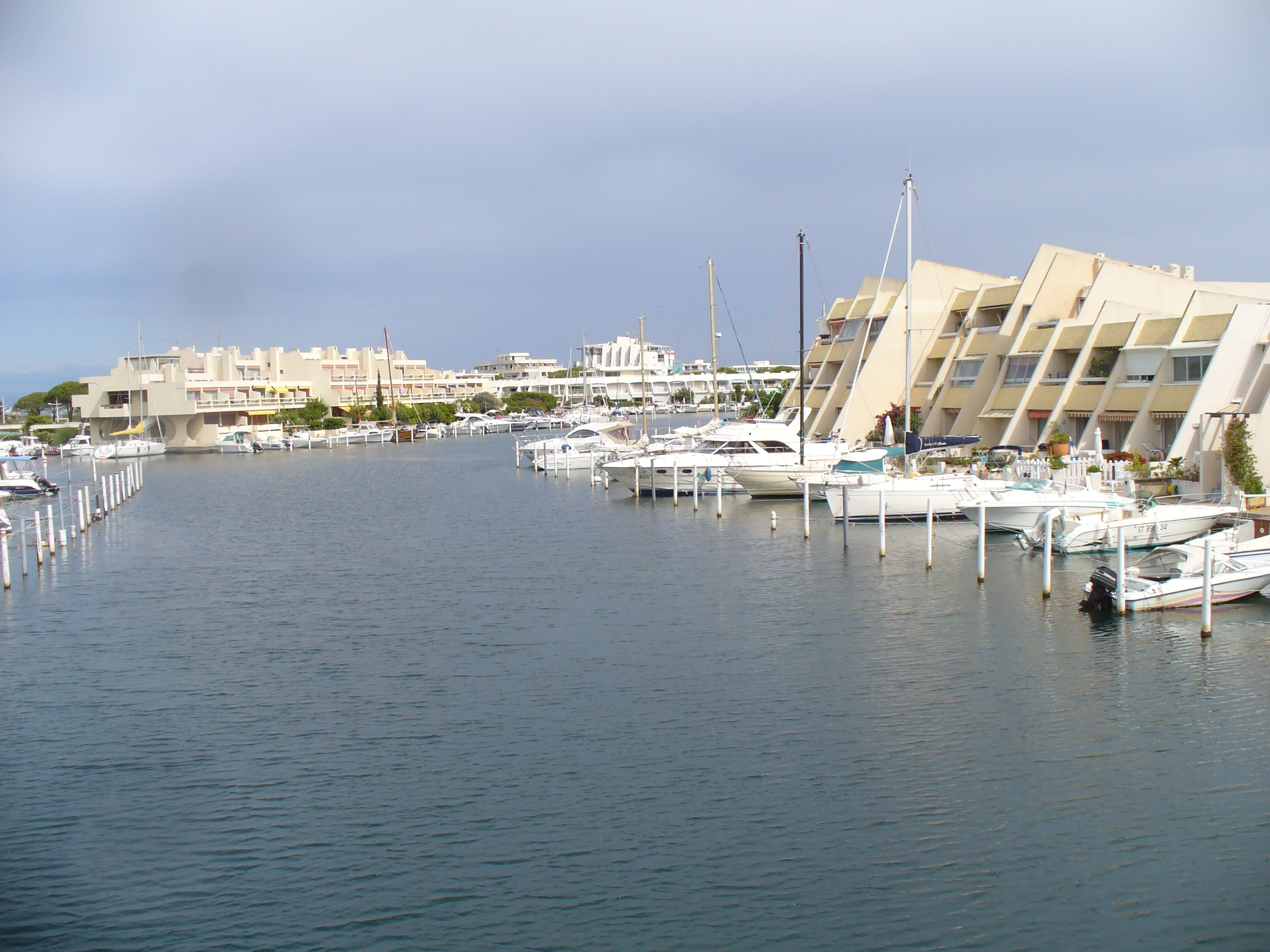
ヨーロッパ最大のヨットハーバー、ポール＝カマルグ
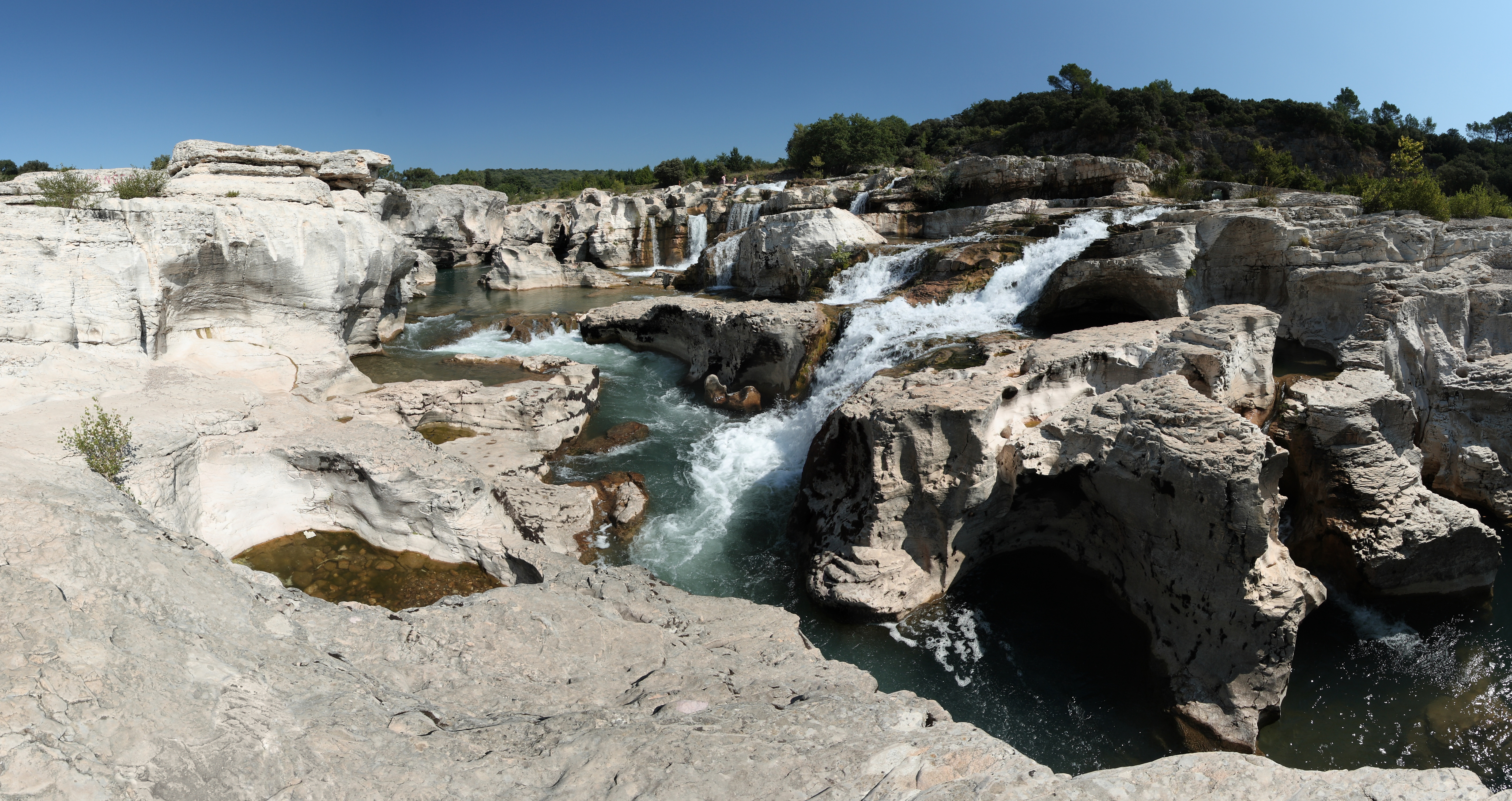
ソータデ滝
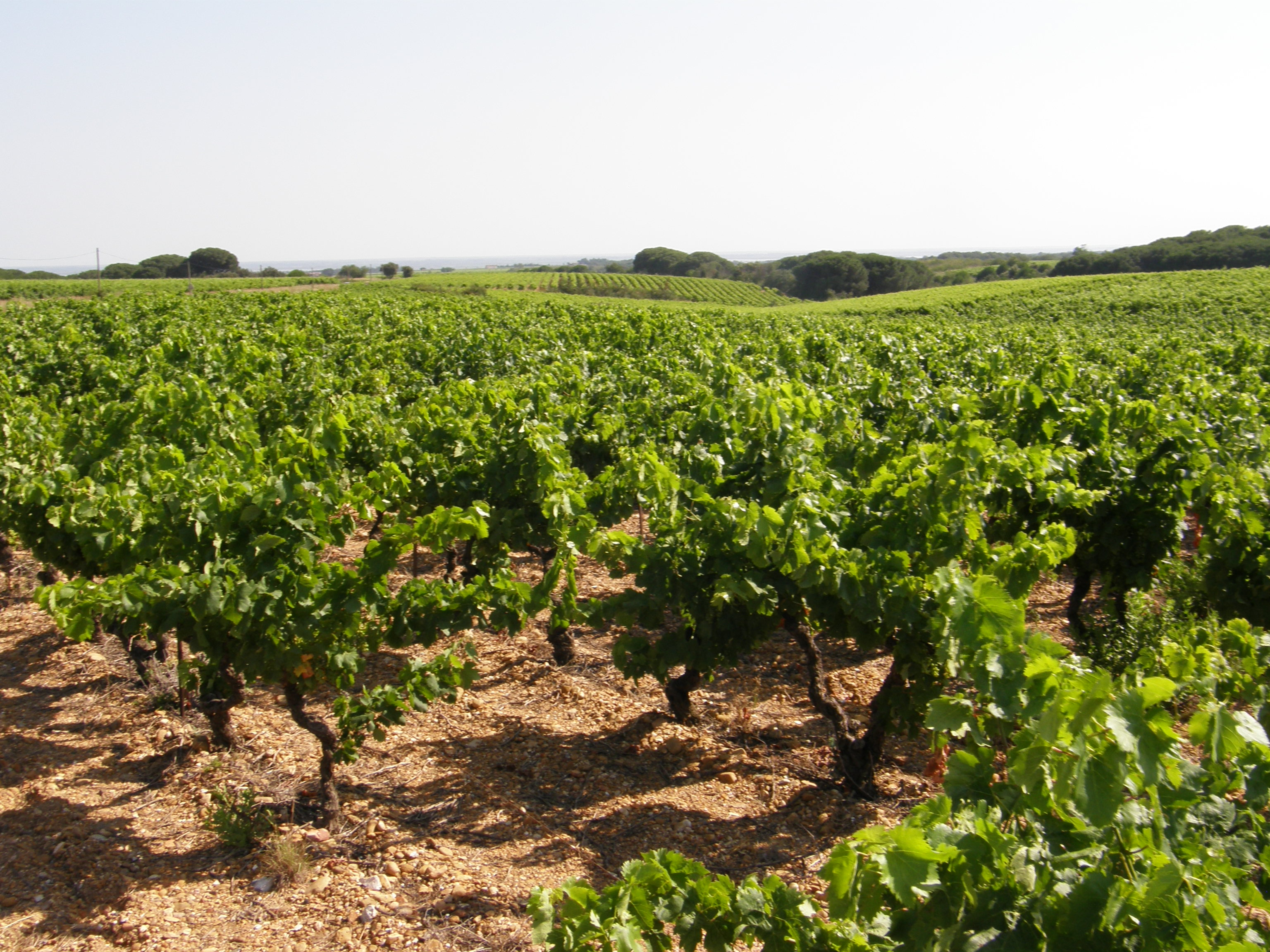
コスティエール地方のブドウ畑
ポン・デュ・ガール